# ديليك أوجلان
ديليك أوجلان (بالتركية: Dilek Öcalan)‏(من مواليد 3 أكتوبر 1987) هي سياسية كردية من حزب الشعوب الديمقراطي وكانت عضوًا في البرلمان عن الدائرة الانتخابية شانلي أورفا، تركيا، من 2015 إلى 2018. وهي ابنة أخ عبد الله أوجلان، الزعيم المسجون لحزب العمال الكردستاني الذي كان في صراع مع القوات المسلحة التركية منذ الثمانينيات، مما جعل ترشحها وانتخابها للجمعية الوطنية الكبرى مثيرًا للجدل.

## حياة سابقة
ولدت أوجلان في 3 أكتوبر 1987 في هالفيتي، شانلي أورفا، وهي ابنة فاطمة أوجلان، أخت زعيم حزب العمال الكردستاني المسجون عبد الله أوجلان. حاصلة على إجازة في السياحة من الجامعة. في 23 ديسمبر 2013، زارت عمها في سجن إمرالي وأصبحت معروفة لوسائل الإعلام بعد أن قدمت بيانًا صحفيًا يوضح تفاصيل المحادثة بينهما. أوجلان مسجون منذ عام 1999، ويقضي عقوبة بالسجن المؤبد بتهمة تأسيس وقيادة منظمة حزبا عمل الكردستاني.

## الحياة السياسية
دخلت أوجلان السياسة لأول مرة في عام 2012، قبل عام من لقاء عمها في جزيرة إمرالي. خلال المؤتمر الثالث لحزب السلام والديمقراطية المؤيد للأكراد، أنتخبت في منصب المدير التنفيذي للحزب بينما غير الحزب اسمه إلى حزب المناطق الديمقراطية وتبنى علاقة أخوية مع حزب الشعوب الديمقراطي.

### عضو في البرلمان
كان ترشح أوجلان لعضوية البرلمان مثيرًا للجدل بشدة، مما أدى إلى معارضة قوية من القوميين الأتراك. كما يُزعم أن ترشيحها تسبب في حدوث انقسام داخل عائلة أوجلان. ومع ذلك، فقد تم ترشيحها كمرشحة عن حزب الشعوب الديمقراطي لدائرة شانلي أورفا الانتخابية، حيث رُشحت كمرشح ثانٍ على قائمة الحزب الإقليمي لحزب الشعوب الديمقراطي. أُنتخبت لاحقًا في الانتخابات العامة في يونيو 2015 لتصبح واحدة من أصغر النواب سنًا في البرلمان الجديد، مما أدى إلى تعيينها في مجلس الرئيس المؤقت حتى ينتخب مجلس جديد في يوليو. وفي الانتخابات المبكرة في نوفمبر 2015 أعيد انتخاب أوجلان نائباً. 

## الملاحقة القضائية
بعد 1 فبراير/شباط 2017 وصدور مذكرة توقيف بحق ديليك أوجلان، أعتُقلت في 7 فبراير وأفرج عنها في نفس اليوم. بعد أن غادرت تركيا وذهبت إلى المنفى. وفي 1 مارس 2018، حُكم عليها بالسجن لمدة عامين وستة أشهر لنشرها دعاية إرهابية خلال خطاب ألقته في جنازة.

## روابط خارجية
- ملف تعريف النائب على موقع الجمعية الوطنية الكبرى
- جمع كل الأخبار ذات الصلة في Haberler.com